# 291 Dywizja Strzelecka (ZSRR)
291 Dywizja Strzelecka (ros. 291-я Гатчинская Краснознамённая ордена Кутузова стрелковая дивизия) – dywizja Armii Czerwonej w czasie II wojny światowej.
Dywizja sformowana w lipcu 1941 roku . Od sierpnia 1941 do stycznia 1944 uczestniczyła w obronie Leningradu, jak i w przełamaniu blokady .
Od stycznia 1945 na ziemiach polskich, jej szlak prowadził przez Piekary Śląskie, Bytom (27 stycznia ), Strzelin, Piławę Górną (8 maja). Wojnę zakończyła w Czechach, 10 maja 1945 osiągając Jaroměř .

## Dowódcy dywizji
- płk Nikołaj Truszkin (12.07.1941 – 15.09.1941),
- gen. mjr Michaił Jenszyn (25.10.1941 – 01.11.1942),
- płk Gieorgij Buchowiec (16.09.1941 – 21.10.1941),
- płk Wasilij Zajonczkowskij (02.11.1942 – 19.08.1944),
- płk Nikołaj Fomiczow (20.08.1944 – 05.09.1944),
- płk Iwan Krowiakow (06.09.1944 – 26.09.1944),
- gen. mjr Wasilij Zajonczkowskij (27.09.1944 – 16.02.1945),
- płk Aleksandr Grigoriew (17.02.1945 – 20.03.1945),
- gen. mjr Wasilij Zajonczkowskij (21.03.1945 – 11.05.1945).